# Sołomacha

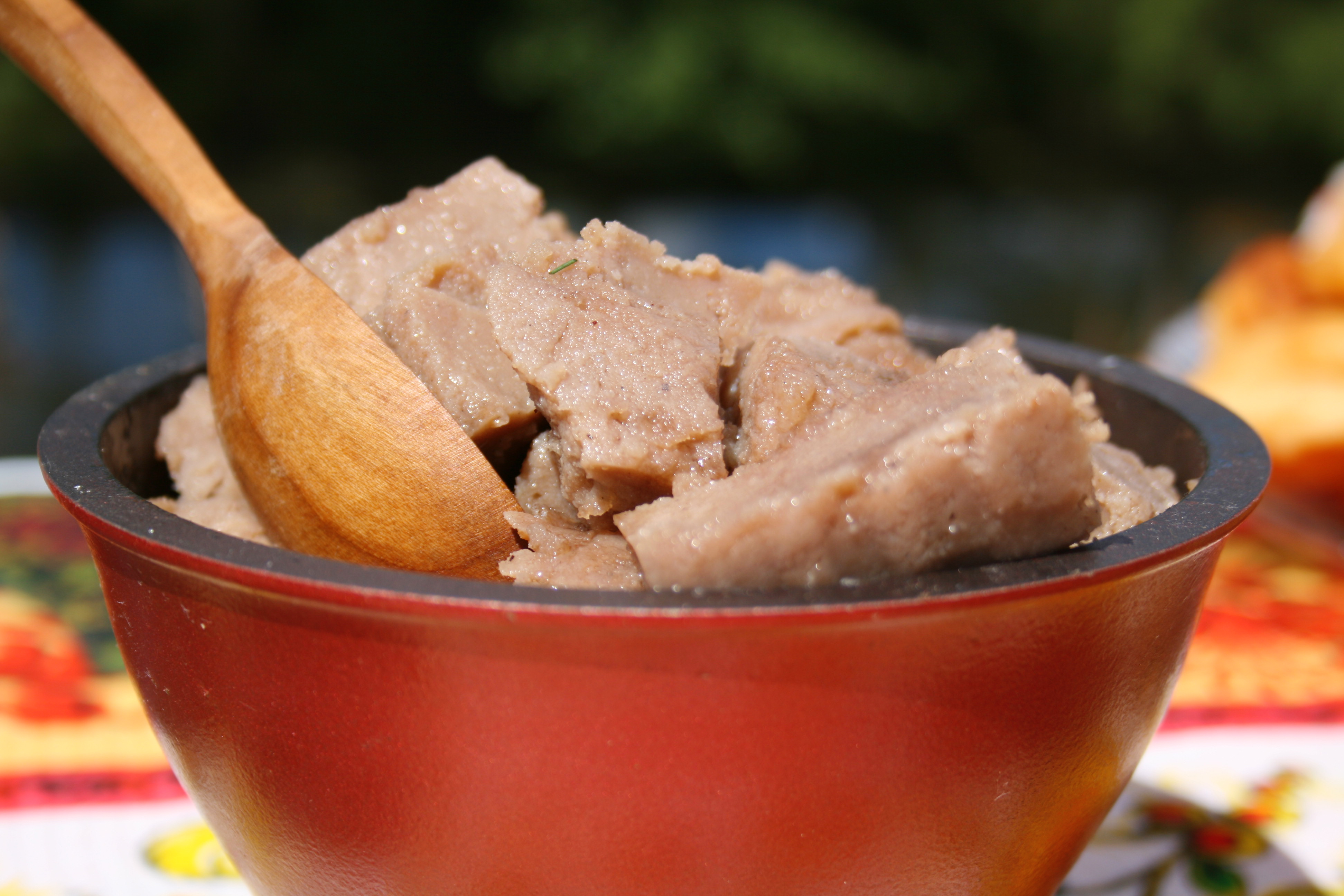
Sołomacha

Sołomacha, także sałamacha (ros. саламата; саламаха, соломат; ukr. соломаха, саламаха, соломата, саламата) – tradycyjne rosyjskie i ukraińskie danie narodowe.
Podstawowym składnikiem sołomachy jest grubo mielona mąka gryczana (rzadziej pszenna albo żytnia). Przygotowuje się z niej rzadkie ciasto, które wylewa się do wrzącej wody i zagotowuje, mieszając. Kiedy sołomacha jest gotowa, dodaje się oleju albo smalcu i przyprawia czosnkiem. Sołomacha była podstawowym daniem Kozaków zaporoskich w czasie wypraw.